# Вулиця Рівна (Тернопіль)
Вулиця Рівна — вулиця в мікрорайоні «Новий світ» міста Тернополя. 

## Відомості
Розпочинається від вулиці Академіка Гнатюка, пролягає на захід паралельно вулицям Івана Котляревського і Ясна та закінчується неподалік вулиці Броварної. На вулиці розташовано декілька приватних будинків.

## Транспорт
Рух вулицею — двосторонній, дорожнє покриття — асфальт. Громадський транспорт по вулиці не курсує, найближчі зупинки знаходяться на вулицях Івана Котляревського та Броварній.